# Die Traumpeitsche
Die Traumpeitsche ist ein phantastischer Roman von Otto Soyka, der 1921 im Verlag Rikola erschien. Dem Protagonisten gelingt es, die Menschen über ihre Träume zu beherrschen, der moralische Anspruch, mit dem er die Macht ausübt, lässt ihn aber scheitern.

## Inhalt
Der Ich-Erzähler Erich Imra fängt mit der Ankündigung, nun zu sterben, an, seine eigene Geschichte zu erzählen. Diese beginnt mit einem Freund, Ernst Haran, der die Zuneigung einer Schauspielerin verloren hat und, um diese zurückzugewinnen, Psychopharmaka entwickelt, mit der er Macht über die Träume erlangt. Imra liebt ebenfalls eine Schauspielerin, Else Larri, genannt Larrina, die aber seit ihrem Erfolg am Theater nichts mehr von ihm wissen will. Ihr neuer Liebhaber ist Helmut Palm, einer der wohlhabendsten Einwohner des Orts. Er überredet sie, Imra eine Falle zu stellen und einen vereitelten Mordversuch Imras an Larri vorzutäuschen. Diesem droht nun lebenslängliche Kerkerhaft, er wird aber bis zur Verhandlung auf freien Fuß gesetzt. Hoffnung, die Intrige aufzuklären, hat er keine. Sein Freund Haran stirbt, weil er selbst von seiner Droge abhängig wird und nur mehr in der Traumrealität leben kann. Imra, selbst Chemiker, hat im Entwicklungsstadium der Droge als Proband Harans gedient und eignet sich dessen Villa und Labor an. Dies gelingt durch Einsatz der somnatischen Kräfte aus der Weiterentwicklung der Droge. Imra benützt seine Kräfte für einen moralischen Anspruch, er versucht Wahrheit, Vertrauen und Gerechtigkeit in der Welt herzustellen. Dafür baut er eine geheime, international agierende Informationsbeschaffungsagentur auf, die als Grundlage für seine psychopharmazeutischen Eingriffe in das (Traum-)Bewusstsein der Menschen dient. Beim Versuch, auch die Larrina durch Träume wieder an seine Seite zu holen, zögert er aber (wie ihm an mehreren Punkten der Handlung Fehler unterlaufen, weil er nicht seine Macht einsetzt) und verrät so Palm, dass er Macht über die Träume hat. Dieser versucht, Imra zu kaufen, und ist an der kommerziellen Verwertung der Droge interessiert. Als Imra ablehnt, kündigt Palm seine Hochzeit mit Larrina an, die Imra zwar verhindern kann, doch nützte Palm nur die Gelegenheit, seine Labors auszuräumen. Fortan sind die zwei Kräfte gegeneinander gerichtet, Imra, der mit seinem Handeln einer Wahrheitsethik folgt, und Palm, der nur auf Gewinn aus ist. Zwischen den beiden Polen steht Larri, die zwar Palm nicht mehr liebt, aber auch Imras Macht fürchtet. Imra, in die Defensive geraten, entwickelt eine stärkere Version seiner Droge, die er Palm mit einer Spritze verabreichen will. Palm nimmt sie ihm weg, weil er irrigerweise davon überzeugt ist, es handle sich um eine Art Impfung gegen die Droge, mit der man nie mehr träume. Am Tag der Verhandlung nimmt er sie, sieht seine Machenschaften und Verbrechen in klarem Licht und erschießt sich. Larri gesteht vor dem Richter die Wahrheit, Imra wird freigesprochen. Er erbittet sich von Larri drei Tage, um die Droge und die Labors zu zerstören. Als er nach diesen wiederkommt, ist Larri von einer von Palm hinterlassenen Probe abhängig geworden und lebt mit Imra zusammen – in der Traumwelt. Imra kündigt am Ende an, ebenfalls für immer in die Traumwelt zu siedeln, so dass sie, wenn auch nicht miteinander, so zumindest nebeneinander leben können.

## Rezeption
„Aber ähnlich wie in seiner Komödie ‚Geldzauber‘ gelingt es Soyka auch hier nicht ganz, die Steigerung fortzuführen; er setzt schon zu Beginn mit einer so starken Intensität ein, daß er gegen den Schluß hin doch nur schwächer werden kann.“

„Unwahrscheinlichstes wird durch die Plastik der Darstellung glaubhaft. Otto Soyka befestigt mit diesem Buch neuerlich seinen Ruf als erstrangiger Romanschriftsteller.“

„Nur an wenigen Figuren ist die psychologische Umwandlung durch den empfangenen Traum plastisch durchgeführt, zumeist sind Menschen und Geschehnisse nur skizziert und die Handlung wurde nicht zu einem großen dichterischen Seelen- und Zeitgemälde, sondern zu einem der Mentalität der heutigen Leser angepaßten phantastischen Roman;“

## Ausgaben
- Die Traumpeitsche. Roman. Wien, Berlin, Leipzig, München: Rikola 1921. (11 Tausend Exemplare)
- Die Traumpeitsche. Ein phantastischer Roman. Mit einem Nachwort von Clemens Ruthner. Frankfurt/Main: Suhrkamp 1995 (Reihe Phantastische Bibliothek), ISBN 3-518-38986-6.

## Belege
1. ↑  online
2. ↑  Tages-Post online
3. ↑  Zeitung online